# Anestesiologia i reanimació
L'anestesiologia és l'especialitat de la medicina dedicada al confort i cures especials dels pacients durant les intervencions quirúrgiques i altres processos que puguin resultar molestos o dolorosos (endoscòpia, radiologia intervencionista...). Així mateix, té a càrrec seu el tractament del dolor agut o crònic de causa extraquirúrgica. Exemples d'aquests últims són l'analgèsia durant el part o l'alleugeriment del dolor en pacients amb càncer. L'especialitat rep el nom d'anestesiologia i reanimació atès que abasta el tractament del pacient crític en diferents àrees com ho són la recuperació postoperatoria i l'emergència. L'especialitat mèdica de la medicina intensiva té els seus orígens en l'anestesiologia.
La reanimació és la branca de l'anestesiologia que s'ocupa de l'estudi i la pràctica dels principis de la recuperació de la funció cardiorespiratòria en el cas que aquesta falli.